# Carl Ferdinand Heinrich von Ludwig

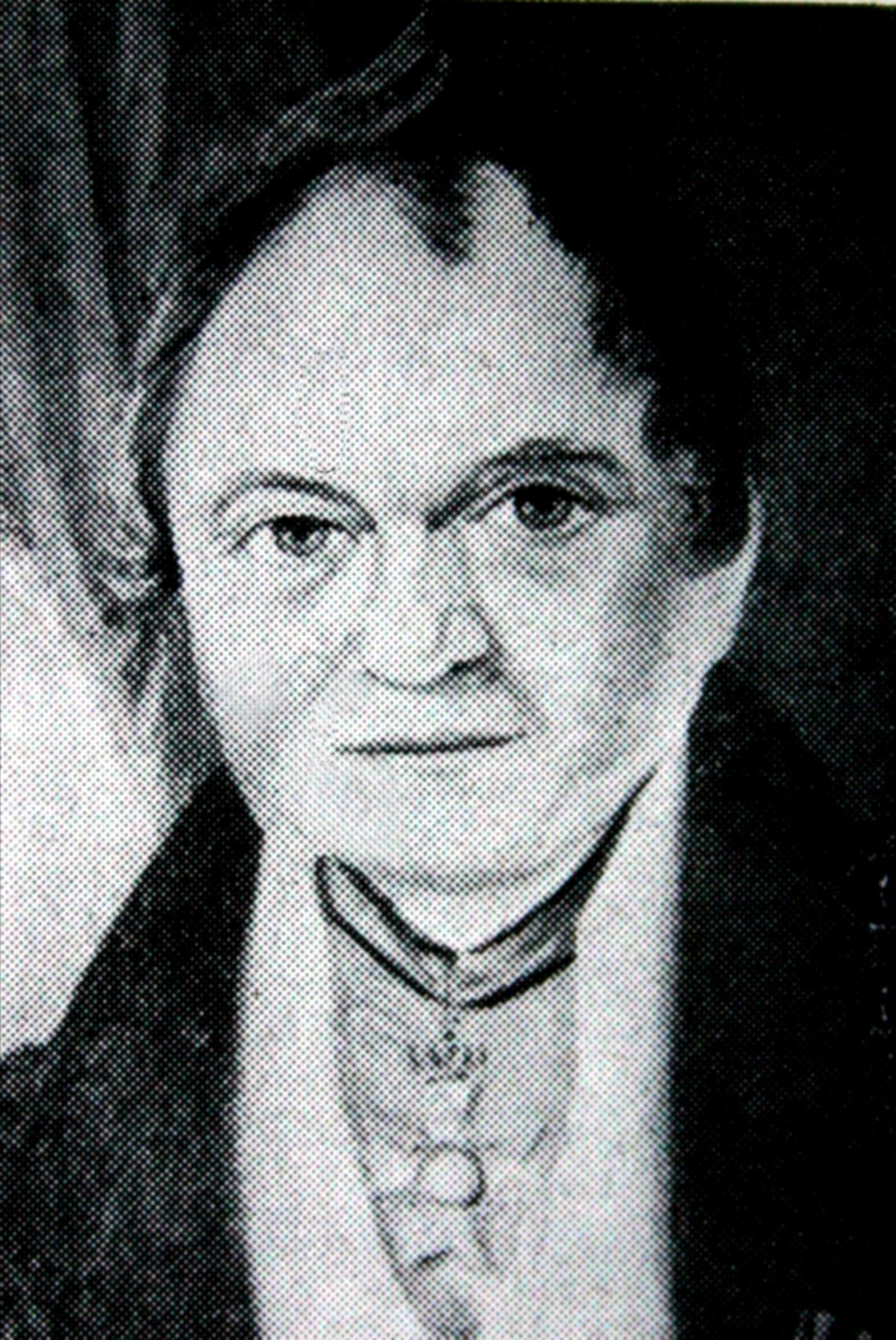
Baron von Ludwig

Carl Ferdinand Heinrich von Ludwig, auch Karl Ferdinand Heinrich von Ludwig, bekannt als Baron von Ludwig, (* 6. Oktober 1784 in Sulz am Neckar; † 27. Dezember 1847 in Kapstadt) war ein deutscher Apotheker, Unternehmer und Botaniker, der in Kapstadt wirkte. Er gründete einen botanischen Garten in Kapstadt.

## Leben
Ludwig ging in die Apothekerlehre in Kirchheim unter Teck und war dann Apotheker und chemischer Laborant in Amsterdam. 1805 ging er auf Einladung des Arztes Friedrich Ludwig Liesching nach Kapstadt. 1816 heiratete er dort Alida Maria Burgers, die Witwe des Brauers und Tabakhändlers Carl Ferdinand Heinrich Altenstaedt, und baute deren Geschäft aus. Er war 1824 Mitgründer der South African Literary Society und sammelte Pflanzen und Insekten, die er teilweise nach Stuttgart ans Königliche Museum schickte, wofür er geadelt wurde (Freiherrn-Titel) und danach in Südafrika den Titel Baron führte. Für eine weitere Sammlung aus zoologischen und botanischen Präparaten, die er 1828 bei einem Besuch der Universität Tübingen präsentierte, wurde er dort Ehrendoktor. Danach gründete er einen privaten botanischen Garten, den Ludwigsburg Garten, mit südafrikanischen und importierten Pflanzen (unter anderem importierte er den Jacaranda-Baum). Wissenschaftler wie Karl Wilhelm Ludwig Pappe, Charles Bunbury, William Henry Harvey und Joseph Dalton Hooker besuchten den Garten und studierten die Pflanzen darin. Zu den Botanikern, die er mit der Aufsicht des Gartens betraute, zählten 1838 bis 1842 James Bowie (um 1789–1869), der vom Königlichen Botanischen Garten in Kew nach Südafrika geschickt worden war, und 1843 bis 1847 Thomas Draper. Er schickte weiter Pflanzen und Tiere an europäische (Stuttgart, Frankfurt) und amerikanische Sammlungen, zum Beispiel auf einer Europa-Reise 1836/37, wobei er in Stuttgart Christian Ferdinand Friedrich von Krauss, der ihn 1838 nach Südafrika begleitete und Exemplare seiner zoologischen Sammlung bestimmte und in Glasgow William Jackson Hooker besuchte. Nach seinem Tod verfiel sein botanischer Garten. Er wurde zwar dem Land zum Kauf angeboten, diese übernahm aber nur einige Pflanzen für die Gründung eines staatlichen botanischen Gartens.
Ludwig war im Komitee der Cape of Good Hope Agricultural Society und der South African Public Library, war an der Gründung der Baumwollfirma Natal Cotton Company beteiligt und an der der Gaswerke Cape of Good Hope Gaslight Company. 1846 war er einer der Gründer und Vorsitzender der South African Mining Company, der ersten südafrikanischen Bergwerksgesellschaft, die seit langem bekannte Kupfervorkommen in Namaqualand ausbeuten wollte, was sich aber verlief. In der Literatur wird Ludwig auch als Bankier bezeichnet.
Verschiedene Pflanzen und Tiere wurden nach ihm benannt, so die Pflanzen Restio ludwigii, Tulbaghia ludwigiana, Hibiscus ludwigii und Hypoxis ludwigii, die Trappe Neotis ludwigii und der Geradschwanzdrongo Dicrurus ludwigii aus der Familie der Drongos. 1837 wurde er Ehrenbürger von Stuttgart. 1845 wurde er Ehrenmitglied des Vereins für vaterländische Naturkunde in Württemberg.

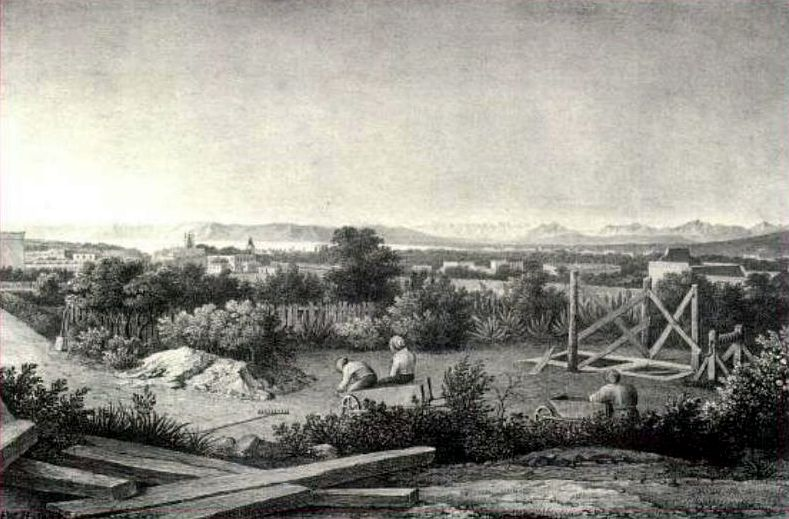
John Herschel, Abbildung von Ludwigs Botanischem Garten in Kapstadt 1834

Das Herbarium von Ludwig in Stuttgart (Herbarium florae capensis) befand sich in der Königlichen Privatbibliothek in Stuttgart und umfasste 3000 Bögen. Es wurde am Ende des Zweiten Weltkriegs größtenteils vernichtet.